# Космос-2038
Космос-2038 је један од преко 2400 совјетских вјештачких сателита лансираних у оквиру програма Космос.
Космос-2038 је лансиран са космодрома Плесецк, СССР, 14. септембра 1989. Ракета-носач је поставила сателит у орбиту око планете Земље. Маса сателита при лансирању је износила 220 килограма. Космос-2038 је био комуникациони сателит.